# Clarence Adcock

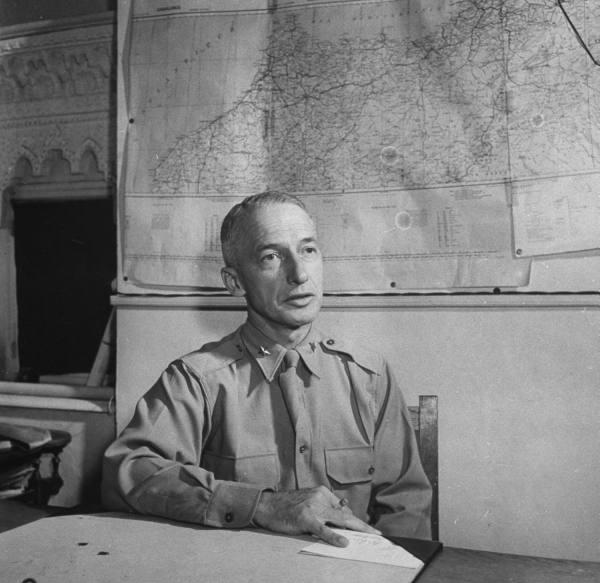
Generalmajor Clarence Adcock

Clarence Lionel Adcock (* 23. Oktober 1895 in Waltham, Massachusetts; † 9. Januar 1967 in Tucson, Arizona) war ein US-amerikanischer Generalmajor der US Army.

## Leben

### Militärische Ausbildung und Zweiter Weltkrieg
Adcock, Sohn von Charles John Adcock und Jennie Leonard Adcock, begann nach dem Schulbesuch 1915 seine Offiziersausbildung an der US Military Academy in West Point, die er 1918 als Leutnant (Second Lieutenant) abschloss. Im Anschluss wurde er Offizier in der Ingenieurtruppe und beendete 1921 ein Studium an der Ingenieurschule. Nachdem er 1935 auch einen Stabslehrgang an der Command & General Staff School (CGSS) in Fort Leavenworth beendet hatte, besuchte er 1939 auch das US Army War College (USAWC) in Carlisle und war danach von zwischen September 1939 und Juni 1942 Verwaltungsoffizier im Büro des Chefingenieurs der US Army. Während dieser Zeit wurde er am 12. Juni 1941 zum Oberstleutnant (Lieutenant-Colonel) sowie am 1. Februar 1942 zum Oberst (Colonel) befördert.
Im Juni 1942 wurde Adcock als stellvertretender Chef des Stabes für Logistik (G-4) des I. Korps (I Corps) zunächst nach Großbritannien versetzt, von wo aus er anschließend auf dem Kriegsschauplatz Mittelmeerraum an Einsätzen in Nordafrika teilnahm. Für seine dortigen Verdienste wurde ihm 1942 erstmals der Legion of Merit verliehen. Er fungierte daraufhin von Januar bis März 1943 als stellvertretender Chef des Stabes für Logistik der nach der alliierten Landung in Nordafrika (Operation Torch) am 3. Januar 1943 in Marokko neuaufgestellten 5. Armee (Fifth United States Army) unter dem Kommando von Generalleutnant Mark W. Clark. Nach seiner Beförderung zum Brigadegeneral (Brigadier-General) am 18. März 1943 übernahm er zwischen März 1943 und August 1944 den Posten als stellvertretender Chef des Stabes für Logistik im Hauptquartier der Alliierten Streitkräfte AFHQ (Allied Force Headquarters). Aufgrund seiner dortigen Verdienste wurde er 1944 mit der Army Distinguished Service Medal ausgezeichnet.
Zuletzt war Adcock von August 1944 bis Juni 1945 stellvertretender Chef des Stabes für Logistik der in Frankreich sowie später in Deutschland eingesetzten 6. Heeresgruppe (Sixth US Army Group). In dieser Verwendung wurde er 1945 für seine militärischen Verdienste mit einem Bronzenen Eichenlaubzweig anstelle einer zweiten Army Distinguished Service Medal geehrt.

### Nachkriegszeit und stellvertretender Militärgouverneur in Deutschland
Nach End des Zweiten Weltkrieges fungierte Adcock zwischen Juni und Juli 1945 stellvertretender Assistierender Chef des Stabes für Planung und Strategie des Obersten Hauptquartier der Alliierten Expeditionskräfte SHAEF (Supreme Headquarters Allied Expeditionary Force) und anschließend von Juli 1945 bis zum 31. März 1946 Assistierender Chef des Stabes für Planung und Strategie der US-Streitkräfte in Europa USFET (US Forces, European Theater) sowie in Personalunion Direktor der Militärregierung der Amerikanischen Besatzungszone in Deutschland. Dort wurde er 1945 für seine militärische Verdienste mit einem Bronzenen Eichenlaubzweig anstelle eines zweiten Legion of Merit geehrt und am 26. September 1945 auch zum Generalmajor (Major-General) befördert. Sein persönlicher Berater war Walter L. Dorn.
Daraufhin war Adcock zwischen dem 1. April und dem 6. Oktober 1946 sowohl stellvertretender Militärgouverneur sowie stellvertretender Kommandant des Büros der US-Militärregierung in Deutschland und damit Vertreter von General Joseph T. McNarney. Für seine militärischen Verdienste wurde er 1946 mit einem Bronzenen Eichenlaubzweig anstelle einer dritten Army Distinguished Service Medal ausgezeichnet. Am 31. Januar 1947 schied er aus dem aktiven Militärdienst aus. Am 15. Juni 1948 wurde er in den Dienst zurückgerufen und fungierte bis August 1949 als Vorsitzender des Kontrollbüros der Bizone in Frankfurt am Main. Als solcher war er für die Aufsicht über die deutsche Wirtschaftsverwaltung der Britisch-Amerikanischen Besatzungszone zuständig. Im August 1949 trat er schließlich als Generalmajor in den Ruhestand. Er war weiterhin Commander des Order of the British Empire (CBE) und wurde des Weiteren mit dem Offizierskreuz der Ehrenlegion sowie dem Croix de guerre mit Palmen ausgezeichnet.

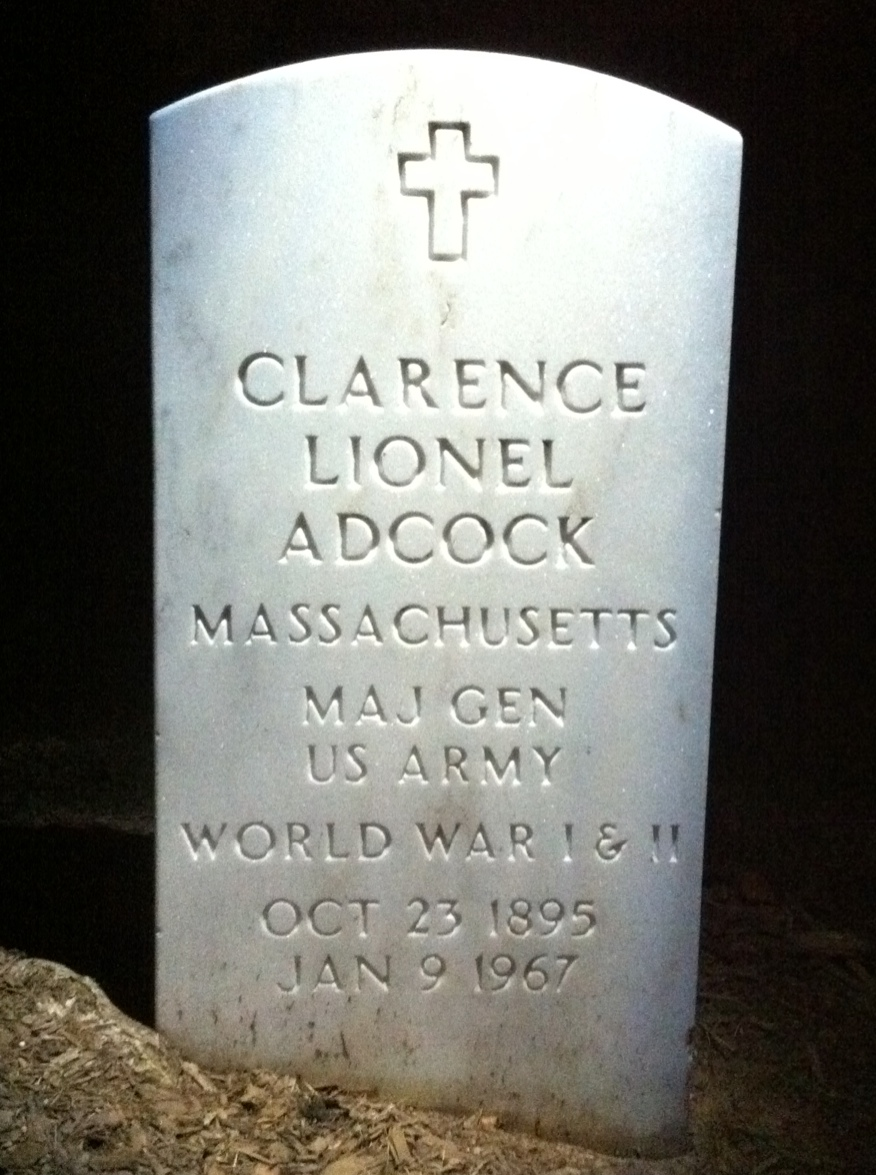
Nationalfriedhof Arlington

1950 ging er in die Privatwirtschaft und war bis 1967 Assistent des Präsidenten des Verpackungsunternehmens Continental Can Company (CCC). Seine Ehe mit Olive C. Adcock blieb kinderlos. Nach seinem Tode wurde er mit vollen militärischen Ehren auf dem Nationalfriedhof Arlington beigesetzt.